# Rozumiemy się bez słów (film 2014)
Rozumiemy się bez słów (fr. La famille Bélier) – francusko-belgijski komediodramat z 2014 roku w reżyserii Érica Lartigau. Zdjęcia kręcono w departamentach Mayenne (Le Housseau-Brétignolles), Dolina Oise (Marines) i Orne (Domfront) oraz w Paryżu. Film okazał się frekwencyjnym sukcesem we Francji, przyciągając do kin blisko siedem milionów widzów.
Światowa premiera filmu nastąpiła 7 listopada 2014 roku, w ramach 15. Międzynarodowego Festiwalu Filmowego w Arras. W Polsce film wyświetlany był w dniach 1-3 maja na pokazach przedpremierowych w warszawskim kinie Atlantic. Do ogólnopolskiej dystrybucji kinowej obraz wszedł 29 maja 2015 roku.

## Obsada
- Karin Viard jako Gigi Bélier
- François Damiens jako Rodolphe Bélier
- Éric Elmosnino jako M. Thomasson
- Louane Emera jako Paula Bélier
- Roxane Duran jako Mathilde
- Ilian Bergala jako Gabriel
- Luca Gelberg jako Quentin Bélier
- Mar Sodupe jako Mlle Dos Santos
- Stéphan Wojtowicz jako Lapidus
- Jérôme Kircher jako dr Pugeot
- Bruno Gomila jako Rossigneux
- Clémence Lassalas jako Karène

i inni

## Nagrody i nominacje
40. ceremonia wręczenia Cezarów
- nagroda: nadzieja kina (aktorka) − Louane Emera
- nominacja: najlepszy film − Eric Jehelmann, Philippe Rousselet, Stéphanie Bermann i Éric Lartigau
- nominacja: najlepszy oryginalny scenariusz − Victoria Bedos, Stanislas Carré de Malberg, Éric Lartigau i Thomas Bidegain
- nominacja: najlepsza aktorka − Karin Viard
- nominacja: najlepszy aktor − François Damiens
- nominacja: najlepszy aktor drugoplanowy − Eric Elmosnino

28. ceremonia wręczenia Europejskich Nagród Filmowych
- nominacja: Najlepsza Europejska Komedia − Éric Lartigau